# Зингхубер, Курт
Курт Зи́нгхубер (нем. Kurt Singhuber; 20 апреля 1932, Вена — 15 октября 2005, Берлин) — немецкий политик, член СЕПГ. Министр горнорудной, металлургической и калиевой промышленности ГДР в 1967—1989 годах.

## Биография
Зингхубер родился в венской рабочей семье. После рождения сына Зингхуберы переехали в Советский Союз, где его отец работал в авиационной промышленности. После заключения пакта Молотова — Риббентропа семье пришлось покинуть Москву, на границе они подверглись аресту и были помещены в «перевоспитательный лагерь», а затем были отправлены на жительство в Галле. Курт Зингхубер окончил среднюю школу в 1950 году. С 1945 года состоял в антифашистском молодёжном комитете, а в 1946 году вступил в ССНМ. В 1949—1950 годах являлся председателем организации ССНМ в Вильдау. В 1951 году вступил в СЕПГ. Получив рабочую специальность в области машиностроения, Зингхубер работал на народном предприятии ABUS в Вильдау и до 1952 года обучался в Дрезденском техническом университете, затем до 1957 года — в Днепропетровском металлургическом институте. Получил диплом инженера.
С 1957 года Курт Зингхубер работал конструктором, в 1959—1961 годах занимал должность технического директора машиностроительного предприятия имени Генриха Рау в Вильдау. С 1958 года входил в центральный рабочий кружок по исследованиям в области техники, с 1963 года — по «железу» в Научно-исследовательском совете ГДР. Получив заочное образование в Берлинской высшей школе экономики, Зингхубер в 1961—1964 годах являлся аспирантом и преподавателем в Магдебургской высшей технической школе имени Отто фон Герике. В 1961—1965 годах являлся директором по техническим и производственным вопросам проектного предприятия в области чёрной металлургии в Берлине. В 1966—1967 годах занимал должность заместителя министра горнорудной, металлургической и калиевой промышленности ГДР. В 1967 году защитил докторскую диссертацию. С 1967 года Зингхубер являлся экстраординарным членом Научно-исследовательского совета ГДР и возглавлял делегацию ГДР при постоянной комиссии по чёрной металлургии в Совете экономической взаимопомощи.
С июля 1967 по ноябрь 1989 года Курт Зингхубер занимал должность министра горнорудной, металлургической и калиевой промышленности ГДР. В 1968—1973 годах Зингхубер обучался в Высшей партийной школе имени Карла Маркса при ЦК СЕПГ и получил диплом обществоведа. С ноября 1989 по апрель 1990 года находился на должности министра тяжёлой промышленности в правительстве Ханса Модрова.